# Paracanace
Paracanace (лат.) — род двукрылых насекомых семейства Canacidae из подотряда короткоусых (Brachycera). 

## Описание
Мухи очень мелких размеров; имеют длину тела менее 5 мм (от 1,43 до 2,57 мм). От близких групп отличаются следующими признаками: есть 2 интерфронтальные щетинки; заглазничные щетинки хорошо развиты, проклинатные и слегка расходятся. Имеется 3 латерноклинатных лобно-орбитальных щетинки и катеписстернальная щетинка; церкус самки с 2 крупными шиповидными щетинками, одна апикальная, другая субапикальная, каждая довольно тупо закругленная. Окраска от светло- до темносерой.

## Классификация
Описано около 7 видов. Включают в состав трибы Nocticanacini (или в отдельное подсемейство Nocticanacinae)
- P. aicen Mathis and Wirth, 1978[2]
- P. blantoni (Wirth, 1956)[3]
  - =Canace blantoni
- P. cavagnaroi (With, 1969)[4]
  - =Canace cavagnaroi
- P. hoguei Mathis & Wirth, 1978[2]
- P. lebam Mathis & Wirth, 1978[2]
- P. maritima (Wirth, 1951)[5]
  - =Canace maritima
- P. oliveirai (Wirth, 1956)
- P. wirthi Mathis, 1997[6]

## Распространение
Встречаются в Новом Свете: Центральная и Южная Америка.